# HIROKI (ベーシスト)
HIROKI（ひろき、1970年9月11日 - ）は、日本のベーシスト。本名は加藤 博紀。数多くのミュージシャンのサポート・ベースを務める。KILLERSにはギターで参加。

## 概要
1994年にヴィジュアル系ロックバンドmedia youthのベーシストとしてバップよりデビュー。
media youth解散後、1999年からフリーでの活動を開始。HYDE（L'Arc～en～Ciel）のソロや、河村隆一、ROBOTS（JUDY AND MARYのTAKUYAソロプロジェクト）等、数々のメジャーアーティストのサポートを務める。現在はdead pan brothers、廣嶋のベースおよびPENICILLINのサポート・ベースを中心に活躍している。
- dead pan brothers　Ba.&Vo.HIROKIとGt.&Vo.鈴木羊によるアコースティックロックユニット。
- 廣嶋　Vo.VISCO、Ba.HIROKI、Gt.RINO、Dr.魔太朗。

## 人物
- 煙草はKOOL（クール・FK・ボックス）を吸っている。
- 好きな食べ物は、明太子、とろろ御飯、鯵のひらき等。
- 好きなアーティストは、戸城憲夫、ニッキー・シックス、シド・ヴィシャス、ダフ・マッケイガン。
- 映画鑑賞を好んでおり、好きな映画は時計じかけのオレンジ、タクシードライバー、トレインスポッティング、ドラッグストアカウボーイ。
- 両腕、胸部、背中には刺青を入れている。背中の髑髏の刺青は、2010年6月6日に自身がライブ出演者（The ROMEO）として参加した西日本最大級のタトゥーイベント『STRAIGHT LIFE 2010』の会場にて入れたものである[1]。

## 在籍バンド
- SWEET DEATH（1988年 - 1991年）
- DEF MASTER（1990年 - 1994年）
- media youth（1992年 - 1999年）
- superbrunch（1997年 - 2001年）
- s-minor（2000年）
- CyanBeach（2001年 - ）
- BLADE（2002年 - 2003年）
- 廣嶋（2002年 - ）
- 海賊（2005年）
- KILLERS（2006年 - 2007年）
- The ROMEO（2007年 - 2011年）
- dead pan brothers（2012年 -）
- THE MONOLITH（2021年 - ）

## サポート参加バンド
- ROBOTS
- ZERO MHz（2002年 - ）
- Julian（2000 - 2001年）
- HYDE（2003年 - 2006年）
- machine（2004年）
- AGE of PUNK（2005年 - ）
- KAJINAGA DAISHI（2005年 - 2007年）
- m.o.v.e（2005年 - ）
- Tourbillon（2006年）
- 河村隆一（2007年 - ）
- Crack6（2007年 - ）
- PENICILLIN（2007年 - ）
- Loveless（2009年 - ）
- KIYOSHI supervova（2010年）
- SIXX FOURTEEN（2012年 - ）
- tsubaki-VOICE（2015年 - ）

## ディスコグラフィー

### superbrunch
【Single】
1. SILENT CIRCUS（1998年・TMAC-002）

【Album】
1. GOES NOWHERE（1998年9月・ELCR-10008）
2. Doubt!（2000年4月・TNS-5）

### 廣嶋
【Album】
1. ROCK'N' ROLL BOMB!!（2003年・ENGI-011）
2. 真っ赤な太陽（2005年・ORE-001）
3. HIROSHIMA（2008年）
4. 上々（2011年9月・ORGA-1008）

【Single】
1. GREED（2011年4月23日・ORGA-1007）
2. FREEDOM FIGHTER（2012年6月・ORGA-1010）

【DVD】
1. 東西行脚2008 Rock'n' Roll Patrol（2008年）

### KILLERS
【Single】
1. TROUBLE QUEEN（2006年11月29日）
2. JAPANESE GIRL（2007年2月28日）

【DVD】
1. きらきらアフロ2006 in 大阪城ホール（2006年11月29日）

### 梶永大士/KAJINAGA DAISHI/The ROMEO
1. 少年犯罪奇科学（2005年5月25日）
2. GOD JAPANESE MONSTER（2007年2月21日・SCEA-0003）
3. JULIETA（2007年8月8日・POCS-1015）
4. JOKER（2008年3月19日・POCS-5019）

【DVD】
1. God of Death Carnival（2008年・SGDV-001）

### dead pan brothers
【Single】
1. 疾走る鼓動（2013年2月10日）
2. 眩暈（2013年6月29日）
3. ラブレス（2013年12月14日）
4. PANICBURGH CITY / ELEANOR RIGBY（2014年12月20日・非売品）
5. 非業の死（2015年6月18日）
6. 野ばら（2015年6月18日）

【Album】　
1. 名も無き夜（2014年8月16日）

### その他
【書籍】
- 333 music Presents『Thank You For All ～vol.002～』（2012年1月27日1刷発行、333music編集部発行、増渕公子 編・著）207ページ～245ページ